# Diplotaxis hirta
Espèce
Synonymes
- Diplotaxis decumbens (Chev.) Rustan & L.Borgen[1] [2]
- Sinapidendron decumbens A. Chev.[1]
- Sinapidendron hirtum A.Chev.[2]

Statut de conservation UICN

 EN B1ab(ii)+2ab(ii) : En danger
Diplotaxis hirta est une espèce de plantes à fleurs de la famille des Brassicacées endémique du Cap-Vert.

## Répartition et habitat
Cette espèce n'est présente que dans les zones montagneuses de l'île Fogo, où on la trouve principalement entre 800 et 2 000 m d'altitude.